# Persone di nome Iván
| Questa pagina contiene informazioni ricavate automaticamente dalle voci biografiche con l'ausilio del template Bio e di un bot. L'aggiornamento è periodico e automatico e ricostruisce completamente la pagina. Se manca una persona in questa lista, sei pregato di non aggiungerla, ma accertati piuttosto che la sua voce biografica contenga il template Bio e che i dati anagrafici siano correttamente compilati. Se il template Bio manca, inseriscilo tu stesso o, in alternativa, metti l'avviso {{tmp\|Bio}} che ne segnala la mancanza. Se i dati riportati sono sbagliati, correggi direttamente la voce biografica; le modifiche saranno visibili in questa lista entro pochi giorni. Per chiarimenti vedi il progetto antroponimi. La lista contiene solo le 148 persone che sono citate nell'enciclopedia e per le quali è stato implementato correttamente il template Bio. Pagina aggiornata al 7 apr 2025. |

Questa è una lista di persone presenti nell'enciclopedia che hanno il nome Iván, suddivise per attività principale.

## Allenatori di calcio(4)
- Iván Ania, allenatore di calcio e ex calciatore spagnolo (Oviedo, n. 1977)
- Iván de la Peña, allenatore di calcio e ex calciatore spagnolo (Santander, n. 1976)
- Iván Helguera, allenatore di calcio e ex calciatore spagnolo (Santander, n. 1975)
- Iván Sopegno, allenatore di calcio argentino (Rosario, n. 1963)

## Alpinisti(1)
- Iván Vallejo, alpinista ecuadoriano (Ambato, n. 1959)

## Arbitri di calcio(1)
- Iván Barton, arbitro di calcio salvadoregno (Santa Ana, n. 1991)

## Arcivescovi cattolici(1)
- Iván Antonio Marín López, arcivescovo cattolico colombiano (Jardín, n. 1938)

## Attori(4)
- Iván Lapadula, attore e modello spagnolo (Valencia, n. 1997)
- Iván Massagué, attore spagnolo (Barcellona, n. 1976)
- Iván Mendes, attore brasiliano (Brasile, n. 1995)
- Iván Petrovich, attore serbo (Novi Sad, n. 1894 - Monaco di Baviera, † 1962)

## Avvocati(1)
- Iván Duque Márquez, avvocato e politico colombiano (Bogotà, n. 1976)

## Cantanti(2)
- Iván Cornejo, cantante statunitense (Riverside, n. 2004)
- Samantha Hudson, cantante, attore e attivista spagnolo (León, n. 1999)

## Cantautori(2)
- Patricio Manns, cantautore, poeta e scrittore cileno (Nacimiento, n. 1937 - Viña del Mar, † 2021)
- Huecco, cantautore spagnolo (Plasencia, n. 1974)

## Cestisti(8)
- Iván Corrales, ex cestista spagnolo (Plasencia, n. 1974)
- Iván Cruz, cestista spagnolo (Madrid, n. 1991)
- Iván Gandía, cestista portoricano (San Juan, n. 1997)
- Iván García Casado, cestista spagnolo (Barcellona, n. 1986)
- Iván Jaén, ex cestista panamense (n. 1966)
- Iván Martínez, cestista spagnolo (Valladolid, n. 1990)
- Iván Mieses, ex cestista dominicano (Santo Domingo, n. 1960)
- Iván Olivares, ex cestista venezuelano (Caracas, n. 1961)

## Ciclisti su strada(4)
- Iván García Cortina, ciclista su strada spagnolo (Gijón, n. 1995)
- Iván Parra, ex ciclista su strada colombiano (Sogamoso, n. 1975)
- Iván Romeo, ciclista su strada spagnolo (Valladolid, n. 2003)
- Iván Sosa, ciclista su strada colombiano (Pasca, n. 1997)

## Direttori d'orchestra(1)
- Iván Fischer, direttore d'orchestra e compositore ungherese (Budapest, n. 1951)

## Dirigenti sportivi(1)
- Iván Velasco, dirigente sportivo e ex ciclista su strada spagnolo (Arrasate, n. 1980)

## Filologi(1)
- Iván Fónagy, filologo e linguista ungherese (Budapest, n. 1920 - Parigi, † 2005)

## Giocatori di baseball(2)
- Iván Nova, giocatore di baseball dominicano (Palenque, n. 1987)
- Iván Rodríguez, ex giocatore di baseball portoricano (Manatí, n. 1971)

## Lottatori(1)
- Iván Fundora, ex lottatore cubano (n. 1976)

## Lunghisti(1)
- Iván Pedroso, ex lunghista cubano (L'Avana, n. 1972)

## Militari(1)
- Iván Marino Ospina, militare colombiano (Roldanillo, n. 1940 - Cali, † 1985)

## Pallanuotisti(2)
- Iván Moro, pallanuotista spagnolo (Madrid, n. 1974)
- Iván Pérez, ex pallanuotista cubano (L'Avana, n. 1971)

## Pallavolisti(4)
- Iván Castellani, pallavolista argentino (Padova, n. 1991)
- Iván Fernández, pallavolista portoricano (San Juan, n. 1997)
- Iván Márquez, pallavolista venezuelano (Caracas, n. 1981)
- Iván Ruiz, pallavolista cubano (Camagüey, n. 1977)

## Piloti motociclistici(5)
- Iván Cervantes, pilota motociclistico spagnolo (Tarragona, n. 1982)
- Iván Maestro, pilota motociclistico spagnolo (Madrid, n. 1988)
- Iván Moreno, pilota motociclistico spagnolo (Cadice, n. 1989)
- Iván Ortolá, pilota motociclistico spagnolo (Valencia, n. 2004)
- Iván Silva, pilota motociclistico spagnolo (Barcellona, n. 1982)

## Politici(1)
- Iván Espinosa de los Monteros, politico spagnolo (Madrid, n. 1971)

## Procuratori sportivi(1)
- Iván Zamorano, procuratore sportivo e ex calciatore cileno (Santiago del Cile, n. 1967)

## Produttori televisivi(1)
- Iván Escobar, produttore televisivo e sceneggiatore spagnolo

## Pugili(1)
- Iván Hernández, pugile messicano (Città del Messico, n. 1981)

## Rugbisti a 15(2)
- Iván Merlo, ex rugbista a 15, imprenditore e procuratore sportivo argentino (Córdoba, n. 1970)
- Iván Nemer, rugbista a 15 italiano (Mar del Plata, n. 1998)

## Scacchisti(3)
- Iván Faragó, scacchista ungherese (Budapest, n. 1946 - † 2022)
- Iván Morovic, scacchista cileno (Viña del Mar, n. 1963)
- Iván Salgado López, scacchista spagnolo (Ourense, n. 1991)

## Schermidori(2)
- Iván Kovács, schermidore ungherese (Budapest, n. 1970)
- Ivan Trevejo, schermidore cubano (L'Avana, n. 1971)

## Sollevatori(1)
- Iván Cambar, sollevatore cubano (Provincia di Granma, n. 1983)

## Taekwondoka(1)
- Iván García Martínez, taekwondoka spagnolo (Marín, n. 1997)

## Tennisti(3)
- Iván Miranda, ex tennista peruviano (Lima, n. 1980)
- Iván Molina, ex tennista colombiano (Maceo, n. 1946)
- Iván Navarro, ex tennista spagnolo (Alicante, n. 1981)

## Triatleti(1)
- Iván Raña, triatleta spagnolo (Ordes, n. 1979)

## Tuffatori(1)
- Iván García, tuffatore messicano (Guadalajara, n. 1993)

## Velocisti(1)
- Iván Moreno, ex velocista cileno (Santiago del Cile, n. 1942)